# Volna
A Volna (ciril betűkkel: Волна, magyarul: hullám) orosz háromfokozatú, folyékony hajtóanyagú hordozórakéta, az R–29R tengeralattjáró-fedélzeti interkontinentális ballisztikus rakéta polgári célú felhasználásra átalakított változata. A rakétát elsősorban tudományos és technológiai műholdak, tudományos célú magaslégköri szondák szuborbitális és orbitális pályára állítására szánták. 667BDR Kalmar típusú tengeralattjárók fedélzetéről és szárazföldi bázisról is indítható volt. A rakétával összesen öt indítást végeztek, mindegyiket tengeralattjáróról.

## Jellemzői
A hordozórakéta alapjául a Makejev Állami Rakétaközpontban kifejlesztett és 1974-ben rendszeresített R–29 interkontinentális ballisztikus rakéta R–29R változata szolgált. A harci rész helyére egy 1,3 m³ befogadóképességű kapszulát építettek a hasznos teher számára. Az eredetileg kétfokozatú rakétát egy végfokozattal is ellátták, orbitális repülésnél a hordozórakéta háromfokozatú konfigurációban repült. Szuborbitális repülésnél az alap kétfokozatú konfigurációt használták. A hordozórakétával 115 kg-os hasznos terhet lehetett alacsony Föld körüli pályára juttatni, szuborbitális pályán legfeljebb 700 kg hasznos terhet szállíthatott. 
A mobil indítóplatform (a tengeralattjáró) változatos indítási helyszínt tett lehetővé, így az igényeknek megfelelően sokféle orbitális pályára lehetett vele orbitális pályára juttatni űreszközöket. A gyakorlatban azonban csak a Barents-tengerről történtek indítások. 

## Indítások
A projekt kezdeteként 1995. június 7-én egy R–29RKU ballisztikus rakétával, vízfelszínen lévő tengeralattjáróról indítottak a Brémai Egyetem által készített tudományos műszereket tartalmazó szondát szuborbitális pályára. A szonda 40 perces repülést követően az 5 ezer km-re lévő Kamcsatkán, a Kura lőtéren ért földet. 
2001–2005 között további négy indítást hajtottak végre. 2001. július 20-án a K–496 Boriszoglebszk tengeralattjáró fedélzetéről indították a Volna hordozórakétával a Koszmosz–1 napvitrolás egyszerűsített tesztváltozatát. Az indítás sikeres volt, de a teszt összességében kudarccal végződött. A hordozórakéta elérte a szuborbitális pályát, de a vezérlőszoftver hibája miatt a napvitorlás tesztpéldánya nem vált le a hordozórakétáról.
A hordozórakéta harmadik indítására 2002. július 12-én került sor a K–44 Rjazany atom-tengeralattjáró fedélzetéről a Barents-tengeren. A rakétával az EADS megrendelésére az NPO Lavocskin cégnél fejlesztett, 146 kg tömegű IRDT–2 felfújható visszatérő egységgel hajtottak végre szuborbitális tesztrepülést. A visszatérő egységnek a Kamcsatkán található Kura lőtéren kellett volna földet érnie. Az indítás azonban sikertelen volt, a hasznos terhet hordozó kapszula a leválás közben megsérült. Az IRDT–2 eszköz elveszett, később sem találták meg.
A negyedik indítás 205. június 21-én történt a K–496 Boriszoglebszk tengeralattjáró fedélzetéről. A rakéta háromfokozatú változatával a Koszmosz–1 napvitorlást akarták alacsony Föld körüli pályára állítani. A rakéta az indítást követő 83. másodpercben meghibásodott (az első fokozat hajtóművének üzemanyag-szivattyúja üzemképtelenné vált), a rakéta a műholddal együtt lezuhant.
A rakétával az utolsó indítást 2005. október 7-én végezték. Ekkor a IRDT–2R felfújható visszatérő egységgel végeztek szuborbitális tesztrepülést a Boriszoglebszk atom-tengeralattjáróról indulva. A hasznos teher ismeretlen okból nem érte el a kamcsatkai Kura lőteret.